# Alqueria del Barbut
L'alqueria del Barbut fou una alqueria de la Ciutat de València, enderrocada el 20 de juny del 2001 per a construir la parcel·la del Nou Mestalla. El grup Aljub li dedicà una cançó.
L'expropiació comença el novembre del 2000, i el 15 de març del 2001 es feu un concert en suport on hi participaren, entre d'altres, Obrint Pas. L'actuació urbanística per part de l'Ajuntament provocà protestes socials i el naixement de plataformes en defensa dels damnificats, fins a cinc anys després de l'enderrocament.